# سید احسان قاضی‌زاده هاشمی
احسان قاضی‌زاده هاشمی (زادهٔ ۱۳۵۵ در فریمان) سیاستمدار ایرانی است که نماینده دوره دهم، یازدهم و دوازدهم مجلس شورای اسلامی از حوزه انتخابیه فریمان و سرخس و بخش‌های احمدآباد و رضویه، استان خراسان رضوی است.
قاضی‌زاده دارای گرایش اصول‌گرایی است و از اعضای ائتلاف بزرگ اصول‌گرایان بشمار می‌آید. او سابقه مدیرکلی فرهنگ و ارشاد اسلامی استان تهران و مدیرکلی مطبوعات و خبرگزاری‌های داخلی وزارت فرهنگ و ارشاد اسلامی را دارا می‌باشد. وی برادر سید امیرحسین قاضی‌زاده هاشمی معاون رئیس‌جمهور و رئیس بنیاد شهید و امور ایثارگران و پسرعموی سید حسن قاضی‌زاده هاشمی؛ وزیر بهداشت، درمان و آموزش پزشکی دولت یازدهم و دوازدهم است.
وی در دوره دوازدهم از حوزه انتخابیه فریمان و سرخس با ۳۸۳۷۶ رأی مأخوذه مجدد به مجلس راه یافت.

## پیشینه کاری
- رئیس کمیسیون تبلیغات صداوسیما در سیزدهمین دوره انتخابات ریاست جمهوری
- رئیس کمیسیون تبلیغات صداوسیما در دوازدهمین دوره انتخابات ریاست جمهوری
- عضو شورای نظارت بر سازمان صداوسیما دوره دهم و یازدهم مجلس شورای اسلامی
- رئیس فراکسیون محرومیت‌زدایی و گروه‌های جهادی دوره یازدهم مجلس شورای اسلامی
- رئیس فراکسیون فضای مجازی دوره دهم مجلس شورای اسلامی
- مدیر کل فرهنگ و ارشاد اسلامی استان تهران
- مدیر کل مطبوعات و خبرگزاری‌های داخلی وزارت فرهنگ و ارشاد اسلامی
- رایزن فرهنگی جمهوری اسلامی در کرواسی
- دبیر شورای عالی سازمان فرهنگ و ارتباطات اسلامی
- مدیرکل امور اجتماعی قوه قضاییه
- مدیرکل دفتر مطالعات و پیشگیری از وقوع جرم قوه قضاییه
- مدیرکل روابط عمومی و اطلاع‌رسانی قوه قضاییه
- رایزن فرهنگی جمهوری اسلامی ایران در کشور کرواسی
- سرپرست واحد دانشگاه پیام نور در منطقه بالکان
- عضو شورای مرکزی جامعه اسلامی دانشجویان سراسر کشور
- دبیرکل جامعه اسلامی دانشجویان سراسر کشور
- عضو شورای مرکزی شوراهای هماهنگی نیروهای انقلاب اسلامی